# Mia Milia
Mia Milia (en griego: Μια Μηλιά; en turco: Haspolat) es una localidad industrial y un suburbio al noreste de Nicosia. Mia Milia está bajo el control de facto de la República Turca del Norte de Chipre y funciona como un municipio independiente. La Universidad Internacional de Chipre y la nueva planta bicomunal de tratamiento de aguas de Nicosia se encuentra dentro de sus límites.
En 1973 Mia Milia tenía una población totalmente grecochipriota de 1.381 personas. En 2011 tenía 4.204 habitantes, todos turcochipriotas o colonos turcos. Los trabajadores inmigrantes han establecido un barrio de chabolas cerca de la zona industrial.